# Geely CD
La Geely CD (in cinese Geely Zhongguolong) è una autovettura del tipo coupé prodotta dalla casa automobilistica cinese Geely Automobile dal 2009 al 2011.

## Descrizione
Il nome "CD" sta per "Chinese Dragon" in inglese.
La CD è stato presentata in anteprima al Salone di Francoforte nel 2005 insieme ad altre quattro vetture della Geely.
La CD è basata su progetto della Daewoo International Wooshin Systems, concesso in licenza dalla Geely. A spingere la vettura c'è un motore da 1,5 litri a quattro cilindri in linea aspirato di derivazione progettuale Toyota, anch'esso concesso in licenza, che eroga 94 CV (70 kW) a 6000 giri/min.